# 哈里·埃德溫·伍德
哈里·埃德溫·伍德（英語：Harry Edwin Wood，1881年2月3日—1946年2月27日）是一名英國天文學家，約翰尼斯堡聯合天文台台長，也是小行星的發現者。
伍德生於曼徹斯特，1902年以一級榮譽的成績畢業於曼徹斯特大學物理系，並於1905年取得理學碩士學位。1906年，他被任命為德蘭士瓦氣象天文台的首席助理，該天文台很快就購置了望遠鏡，後來更名為聯合天文台，再後來更名為共和國天文台。1906年7月，他在德蘭士瓦建立了南非第一個24小時電報天氣預報。1909年，他與同樣畢業於曼徹斯特大學物理系的瑪麗·艾瑟爾·格林格拉斯（Mary Ethel Greengrass）結婚。1928年至1941年，伍德繼羅伯特·因尼斯之後擔任天文台台長。他還在1929年到1930年間擔任南部非洲天文學會會長。
小行星中心認定伍德在1911年至1932年間發現了12顆有編號的小行星。
他於1946年在南非克拉多克附近的莫蒂默（Mortimer）去世。他的同事雅各布斯·布魯威爾（Jacobus Bruwer）在約翰尼斯堡發現的小行星1660以他的名字命名（M.P.C. 3297）。
| 715 Transvaalia       | 1911年4月22日 | list     |
| 758 Mancunia          | 1912年5月18日 | list     |
| 790 Pretoria          | 1912年1月16日 | list     |
| 982 Franklina         | 1922年5月21日 | list     |
| 1032 Pafuri           | 1924年5月30日 | list     |
| 1096 Reunerta         | 1928年7月21日 | list     |
| 1241 Dysona           | 1932年3月4日  | list     |
| 1305 Pongola          | 1928年7月19日 | list     |
| 1595 Tanga            | 1930年6月19日 | list [A] |
| 1663 van den Bos      | 1926年8月4日  | list     |
| 2193 Jackson          | 1926年5月18日 | list     |
| 3300 McGlasson        | 1928年7月10日 | list     |
| 共同發現： A C·傑克遜 |               |          |

## 外部連結
- Hockey, Thomas. . . 2014: 2373–2374. ISBN 978-1-4419-9916-0. doi:10.1007/978-1-4419-9917-7_9158.